# Arnold und Bach
Arnold und Bach nannten sich die deutschen Schauspieler, Komödianten und Theaterautoren Franz Arnold und Ernst Bach.
Beide lernten einander zwischen 1907 und 1909 am Friedrich-Wilhelmstädtischen Theater in Berlin kennen. Seitdem verfassten der Komiker Arnold und der Regisseur und Theaterautor Bach zahlreiche Schwänke und Lustspiele, die alle von Bach selbst inszeniert wurden. Darüber hinaus traten beide immer gemeinsam in den eigens verfassten Werken auf und eroberten die Herzen des Publikums.
Nach dem Ersten Weltkrieg ging Bach als Direktor ans Volkstheater München. Arnold kümmerte sich an verschiedenen Berliner Theatern weiter um die Vermarktung der gemeinsamen Werke. Die kreative Entwicklung ihrer Stücke fand entweder in Garmisch oder am Starnberger See statt. Die Zusammenarbeit des Duos endete mit Bachs Tod im Jahr 1929.

## Werke
Das gemeinsame Vermächtnis gehört zu den Klassikern des Boulevardtheaters und der Komödienhäuser. Speziell die Evergreens Die spanische Fliege, Der wahre Jakob und Die schwebende Jungfrau sind regelmäßig auf Spielplänen deutschsprachiger Bühnen zu finden. Zahlreiche Dialektfassungen sind durch die Fernsehübertragungen aus dem Millowitsch- und dem Ohnsorg-Theater einem breiten Publikum bekannt geworden.

### Gemeinsame Werke
- Die spanische Fliege, Schwank in drei Akten, UA 1913
  - verfilmt 1955, Regie Carl Boese
  - In den Schweizerdialekt übertragen und bearbeitet von Arthur Bremer, Verlag Breuninger, Aarau ca. 1980
  - Hessisch von Wolfgang Kaus, UA 1990 Volkstheater Frankfurt
  - Plattdeutsch von Hartmut Cyriacks und Peter Nissen, UA 2013 Ohnsorg-Theater

- Die schwebende Jungfrau, Schwank in drei Akten 
  - verfilmt 1931, Regie Carl Boese
  - Plattdeutsch von Hartmut Cyriacks und Peter Nissen
  - Hessisch von Thorsten Wszolek, UA 2005 Mund Art Theater, Neu-Isenburg

- Die Fahrt ins Glück, Operette in drei Akten, Musik von Jean Gilbert

- Die bessere Hälfte, Schwank in fünf Akten

- Das Jubiläum, Lustspiel in drei Akten

- Fräulein Puck, Vaudeville, Musik von Walter Kollo, UA 18. Juni 1919, Volkstheater München

- Zwangseinquartierung, Schwank in drei Akten 
  - Hessisch unter dem Titel Das Mädchen aus dem Fahrstuhl von Thorsten Wszolek, UA 2011 Mund Art Theater, Neu-Isenburg

- Die Königin der Nacht, musikalischer Schwank, mit Musik von Walter Kollo, Co-Autoren sind Will Steinberg und Kurt Schwabach, UA 2. September 1921, Neues Operettentheater Berlin

- Der keusche Lebemann, Schwank in drei Akten, UA 25. Dezember 1921, Volkstheater München 
  - verfilmt 1931 unter dem Titel Die Nacht ohne Pause, Regie Franz Wenzler, Andrew Marton
  - verfilmt 1952, Regie Carl Boese
  - Hessisch von Thorsten Wszolek, UA 2009 Mund Art Theater, Neu-Isenburg

- Frauen haben das gern, Operette von Walter Kollo, basiert auf Der keusche Lebemann, UA 4. Juni 1931 an der Komischen Oper Berlin

- Dolly, Operette in drei Akten, Musik von Hugo Hirsch

- Der Fürst von Pappenheim, Operette in drei Akten, Musik von Hugo Hirsch 
  - verfilmt 1952, Regie Hans Deppe

- Der kühne Schwimmer, Schwank in drei Akten, UA 1922 
  - verfilmt 1957, Regie Karl Anton
  - Hessisch von Thorsten Wszolek, UA 2007 Mund Art Theater, Neu-Isenburg

- Die vertagte Nacht, Schwank in drei Akten, UA 4. Februar 1924, Neues Operettentheater Berlin
(Grundlage für den Film Die vertagte Hochzeitsnacht)
  - Hessisch unter dem Titel Die vertagte Hochzeitsnacht von Thorsten Wszolek, UA 2008 Mund Art Theater, Neu-Isenburg

- Der wahre Jakob, Schwank in drei Akten, UA 20. Dezember 1924, Lustspielhaus Berlin  
  - verfilmt 1931, Regie: Hans Steinhoff
  - verfilmt 1950 unter dem Titel Eine Nacht im Séparée, Regie: Hans Deppe
  - verfilmt 1960, Regie: Rudolf Schündler
  - verfilmt 1965, Regie: Erich Neureuther (Fernsehfilm)
  - verfilmt 1976, Regie: Günter Gräwert (Fernsehfilm)
  - Hessisch von Thorsten Wszolek, UA 2004 Mund Art Theater, Neu-Isenburg

- Die vertauschte Frau, Operette in drei Akten, mit Musik von Walter Kollo, UA 22. Dezember 1924, Neues Operettentheater Berlin

- Olly-Polly, Operette in drei Akten, mit Musik von Walter Kollo, UA 3. September 1925, Neues Theater am Zoo, Berlin

- Stöpsel, Schwank in drei Akten 
  - Hessisch von Thorsten Wszolek, UA 2010 Mund Art Theater, Neu-Isenburg

- Hurra, ein Junge, Schwank in drei Akten, UA 22. Dezember 1926, Lustspielhaus, Berlin 
  - verfilmt 1953, Regie Ernst Marischka
  - verfilmt 1961 unter dem Titel Ach Egon!, Regie Wolfgang Schleif

- Unter Geschäftsaufsicht, Schwank in drei Akten, UA 20. Dezember 1927, Lustspielhaus, Berlin 
  - verfilmt 1932 unter dem Titel Wehe, wenn er losgelassen, Regie Karl Lamac, Martin Frič
  - verfilmt 1953 unter dem Titel Der keusche Josef, Regie Carl Boese

- Lieber reich – aber glücklich!  Schwank mit Musik in drei Akten, Musik von Walter Kollo, basierend auf Unter Geschäftsaufsicht, UA 3. November 1933, Komödienhaus, Berlin

- Weekend im Paradies, Schwank in drei Akten, UA 22. Dezember 1928, Lustspielhaus, Berlin 
  - verfilmt 1931, Regie Robert Land
  - verfilmt 1952 unter dem Titel Liebe im Finanzamt, Regie Kurt Hoffmann

- Hulla Di Bulla, Schwank in drei Akten, UA 21. Dezember 1929, Komische Oper (an der Weidendammer Brücke), Berlin

### Werke von Franz Arnold allein
- Mein alter Herr, Schauspiel, Co-Autor Victor Arnold
- Das Fräulein vom Amt, Operette in drei Akten, Co-Autor Georg Okonkowski, Musik von Jean Gilbert
- Das öffentliche Ärgernis, Schwank in drei Akten
- Da stimmt was nicht, Schwank in drei Akten